# 국군재정관리단
국군재정관리단(國軍財政管理團, MND Financial Management Corps)은 군인, 군무원 등에 대한 보수 등의 지급, 물품·공사·용역의 계약 등 군의 재정관리 업무를 통합적으로 수행하기 위하여 설치된 대한민국 국방부 직할부대이다.
국군재정관리단은 인원 120명과 연간 비용 20억을 절감하기 위해 육군 중앙경리단(1957년) 공군 중앙관리단(1988년), 해군 중앙경리단(1993년)을 병합하여 2012년 2월 1일에 창설되었다.

## 구조
- 감사실
- 법무실

| - 계획운영처 - 계획운영과 - 예산회계과 - 과채권관리 - 정보체계과 | - 계획운영처 - 급여운영과 - 수당관리과 - 급여자료과 - 퇴직급여과 - 퇴직연금과 | - 계획운영처 - 공사계약 1과 - 공사계약 2과 - 물자계약 1과 - 물자계약 2과 - 공사원가관리과 - 물자원가관리과 |

- 본부근무대

## 역대 단장
| #    | 계급 이름 | 취임일           | 이임일 | 참고 |
| ---- | --------- | ---------------- | ------ | ---- |
| 5    | 조홍진    | 2018년 12월 28일 | ?      |      |
| 6, 7 | 이상일    | ?                | ?      |      |
| 8    | 김천중    | 2024년 4월       | ?      |      |

## 같이 보기
- 경리단길, 육군 경리단에서 이름을 딴 용산구의 길.
- 육군 경리단 야구부, 상무야구단의 전신.